# Trang bị quân sự của Nhà nước Hồi giáo Iraq và Levant
Danh sách này không đầy đủ, bạn cũng có thể giúp mở rộng danh sách.
Đây là danh sách của một số trang bị quân sự sử dụng bởi Nhà nước Hồi giáo Iraq và Levant (ISIL).

## Trang bị nhỏ

### Súng trường tấn công.
| Tên                                                                                                 | Loại                                               | Số lượng     | Xuất xứ                                 | Ảnh | Ghi chú                                              |
| --------------------------------------------------------------------------------------------------- | -------------------------------------------------- | ------------ | --------------------------------------- | --- | ---------------------------------------------------- |
| AK-47,AKMAK-63,AMD-65Zastava M70Súng trường tự động kiểu 56MPi-KM Pistol Mitralieră model 1963/1965 | Súng trường tấn công                               | Unknown      | · Hungary · Romania · Yugoslavia · Iraq |     | Commonly used                                        |
| Type 81 assault rifle                                                                               |                                                    |              | Trung Quốc                              |     |                                                      |
| vz. 58                                                                                              |                                                    | Số lượng nhỏ | Czechoslovakia                          |     | Cướp từ các kho vũ khí tại Iraq                      |
| SKS                                                                                                 | Súng trường bán tự động                            |              | Soviet Union                            |     | Cướp được ở Syria và Iraq                            |
| FB Tantal FB Beryl                                                                                  | Selective fire assault rifle                       |              | Poland                                  |     |                                                      |
| AK-74/AK-74M AKS-74U                                                                                | Selective fire assault rifle                       |              | Nga                                     |     | Sử dụng giới hạn.                                    |
| Bushmaster XM-15                                                                                    | Assault Rifle                                      |              | Hoa Kỳ                                  |     |                                                      |
| M16                                                                                                 | Selective fire rifle. Single and three shot burst. | Unknown      | Hoa Kỳ                                  |     | Lấy được từ Quân đội Iraq và Lực lượng cảnh sát Iraq |
| M4A1 (Giới hạn)                                                                                     | Súng trường carbine                                |              | Hoa Kỳ                                  |     | Lấy được từ Quân đội Iraq và Lực lượng cảnh sát Iraq |
| Norinco CQ                                                                                          | Assault rifle                                      |              | Trung Quốc                              |     |                                                      |
| FN FAL                                                                                              | Battle rifle                                       |              | Bỉ                                      |     |                                                      |
| Heckler and Koch G3                                                                                 | Battle rifle                                       |              | West Germany                            |     |                                                      |

### Súng bắn tỉa
| Name              | Type                      | Quantity                        | Origin                        | Photo | Notes                                                      |
| ----------------- | ------------------------- | ------------------------------- | ----------------------------- | ----- | ---------------------------------------------------------- |
| Dragunov SVD      | Designated marksman rifle | 3000+                           | Liên Xô                       |       |                                                            |
| PSL/FPK           | Designated marksman rifle |                                 | Socialist Republic of Romania |       |                                                            |
| M14 EBR (Limited) | Designated marksman rifle |                                 | Hoa Kỳ                        |       | Captured from Iraqi Army (8:40 mins)                       |
| Mosin–Nagant      | Súng bắn tỉa              |                                 | Liên Xô                       |       | Được trang bị kính ngắm PU, PE, và kính ngắm PSO-1 sửa đổi |
| M99               | Anti-materiel rifle       | [ 2 ] [ nguồn không đáng tin? ] | Trung Quốc                    |       |                                                            |
| M40A3             | Sniper rifle              |                                 | Hoa Kỳ                        |       |                                                            |

### Súng máy
| Name                   | Type                        | Quantity                        | Origin         | Photo                  | Notes                                 |
| ---------------------- | --------------------------- | ------------------------------- | -------------- | ---------------------- | ------------------------------------- |
| M240 machine gun       | general-purpose machine gun |                                 | Hoa Kỳ         |                        | Captured from Iraqi Army.             |
| RPD                    | Light machine gun           | [ 2 ] [ nguồn không đáng tin? ] | Liên Xô        |                        |                                       |
| RPK                    | Light machine gun           | [ 2 ] [ nguồn không đáng tin? ] | Liên Xô        |                        |                                       |
| Type 73                | Light machine gun           |                                 | Bắc Triều Tiên |                        |                                       |
| PKM                    | Squad automatic weapon      | [ 2 ] [ nguồn không đáng tin? ] | Liên Xô        |                        | Most common belt-fed machine gun used |
| M249 light machine gun | Squad automatic weapon      |                                 | Hoa Kỳ         |                        | Captured from Iraqi Army & Police     |
| Type 80                | general-purpose machine gun |                                 | Trung Quốc     |                        | Captured from Syrian Army             |
| MG 42                  | general-purpose machine gun |                                 | Nazi Germany   |                        | Captured from Syrian stockpiles       |
| Rheinmetall MG3        | general-purpose machine gun | [ 12 ]                          | West Germany   |                        |                                       |
| NSV machine gun        | Heavy machine gun           | [ 2 ] [ nguồn không đáng tin? ] | Liên Xô        |                        |                                       |
| DShK                   | Heavy machine gun           | [ 2 ] [ nguồn không đáng tin? ] | Liên Xô        |                        |                                       |
| M2 Browning            | Heavy machine gun           |                                 | Hoa Kỳ         | Browning M2 "Ma Deuce" | Captured from the Iraqi Army.         |

### Súng ngắn
| Name              | Type                  | Quantity | Origin  | Photo | Notes |
| ----------------- | --------------------- | -------- | ------- | ----- | ----- |
| Browning Hi-Power | Semi-automatic pistol |          | Bỉ      |       |       |
| Glock 17          | Semi-automatic pistol |          | Áo      |       |       |
| Glock 19          | Semi-automatic pistol |          | Áo      |       |       |
| Beretta M92       | Semi-automatic pistol |          | Ý       |       |       |
| HS2000            | Semi-automatic pistol |          | Croatia |       |       |
| Walther P99       | Semi-automatic pistol |          | Germany |       |       |
| Makarov pistol    | Semi-automatic pistol |          | Liên Xô |       |       |
| TT-33             | Semi-automatic pistol |          | Liên Xô |       |       |
| Ruger P-Series    | Semi-automatic pistol |          | Hoa Kỳ  |       |       |

### Explosives, anti-tank weapons, grenade launchers, and anti-aircraft launchers
| Name            | Type                              | Quantity                        | Origin                               | Photo | Notes                                                                                |
| --------------- | --------------------------------- | ------------------------------- | ------------------------------------ | ----- | ------------------------------------------------------------------------------------ |
| IED             | Improvised explosive device       | Large Quantities                | Islamic State of Iraq and the Levant |       | Most commonly used                                                                   |
| M62 grenade     | Hand grenade                      |                                 | Hoa Kỳ                               |       | Multiple caches                                                                      |
| RGD-5           | Hand grenade                      |                                 | Liên Xô                              |       | Captured from Iraqi & Syrian stockpiles.                                             |
| F1              | Hand grenade                      |                                 | Liên Xô                              |       | Captured from Iraqi & Syrian stockpiles.                                             |
| RPG-43          | Anti-tank grenade                 |                                 | Liên Xô                              |       | Captured from Syrian army stockpiles.                                                |
| AGS-17          | Automatic grenade launcher        | [ 2 ] [ nguồn không đáng tin? ] | Liên Xô                              |       |                                                                                      |
| RPG-7           | Rocket propelled grenade launcher | Large Quantities                | Liên Xô                              |       | Commonly used                                                                        |
| RPG-22          | Rocket propelled grenade launcher |                                 | Liên Xô                              |       | [ 2 ] [ nguồn không đáng tin? ]                                                      |
| RPG-29          | Rocket propelled grenade launcher |                                 | Liên Xô                              |       | [ 2 ] [ nguồn không đáng tin? ]                                                      |
| M79 Osa         | Anti-tank rocket launcher         |                                 | Nam Tư                               |       |                                                                                      |
| FN-6            | MANPADS                           | 1                               | Trung Quốc                           |       | Reportedly used on 3 October 2014 in Baiji to shoot down an Iraqi Mi‑35M helicopter. |
| SA-7 Grail      | MANPADS                           | 8                               | Liên Xô                              |       | "limited, aging stock"                                                               |
| SA-16 Gimlet    | MANPADS                           |                                 | Liên Xô                              |       |                                                                                      |
| SA-24 Grinch    | MANPADS                           |                                 | Liên Xô                              |       |                                                                                      |
| MILAN           | ATGM                              |                                 | Pháp                                 |       |                                                                                      |
| BGM-71 TOW      | Wire-guided anti-tank missile     |                                 | Hoa Kỳ                               |       | Captured from FSA                                                                    |
| 9K115-2 Metis-M | Wire-guided anti-tank missile     |                                 | Nga                                  |       |                                                                                      |
| 9M133 Kornet    | Wire-guided anti-tank missile     |                                 | Nga                                  |       |                                                                                      |
| HJ-8            | Wire-guided anti-tank missile     | 120 mm                          | Trung Quốc                           |       | Supplied by Qatar.                                                                   |
| Hwaseong-Chong  | MANPADS                           | 1                               | Bắc Triều Tiên                       |       |                                                                                      |

## Towed arms

### Pháo xe kéo
| Name                         | Type                    | Quantity    | Origin   | Photo | Notes                          |
| ---------------------------- | ----------------------- | ----------- | -------- | ----- | ------------------------------ |
| ZU-23-2                      | Tổ hợp pháo phòng không | 83          | Liên Xô  |       | Usually mounted on technicals. |
| AZP S-60                     | Pháo phòng không        | 21          | Liên Xô  |       |                                |
| 85 mm divisional gun D-44    | Field gun               | 1           | Liên Xô  |       |                                |
| 122-mm howitzer D-30         | Lựu pháo                | 2           | Liên Xô  |       |                                |
| 122 mm howitzer M1938 (M-30) | Lựu pháo                | 2           | Liên Xô  |       |                                |
| D-74 122 mm field gun        | Field gun               | 6           | Liên Xô  |       |                                |
| Type 59-1                    | Lựu pháo                | 34          | Liên Xô  |       |                                |
| M198 Howitzer                | Lựu pháo                | Up to 52    | Hoa Kỳ   |       | Captured from Iraqi Army       |
| 203 mm howitzer M1931 (B-4)  | Pháo                    | More than 1 | Liên Xô  |       | 1+ captured in Dayr Hafir      |
| Ordnance QF 25-pounder       | Pháo                    | More than 1 | Anh Quốc |       |                                |

## Phương tiện

### Logistics and utility vehicles
| Name       | Type                | Quantity                       | Origin       | Photo | Notes                                                                          |
| ---------- | ------------------- | ------------------------------ | ------------ | ----- | ------------------------------------------------------------------------------ |
| HMMWV      |                     | 2300+                          | Hoa Kỳ       |       | Many captured from Iraqi Army. Main vehicle used by ISIS in SVBIED operations. |
| Technicals |                     | Hàng trăm tới hàng nghìn chiếc | ISIL         |       | 100's of variants exist, including SVBIED versions.                            |
| UAZ-469    | Xeự                 | 8                              | Soviet Union |       | Đoạt được ở Iraq                                                               |
| Safir      | Xe bánh lốp quân sự |                                | Iran         |       | Lấy từ Hezbollah.                                                              |
| Ural-4320  | Xe vận tải 6x6      | At least 50                    | Soviet Union |       | Captured from Syrian Army                                                      |

### Tanks and armored fighting vehicles
| Name                              | Type                      | Quantity            | Origin  | Photo | Notes                                                                                                   |
| --------------------------------- | ------------------------- | ------------------- | ------- | ----- | --- |
| BMP-1                             | Xe chiến đấu bộ binh      | 25                  | Liên Xô |       | Captured from the armies of Iraq and Syria. Also capture from other factions such as the SDF & the FSA. |
| MT-LB                             | Xe chiến đấu bộ binh      | ~unknown            | Liên Xô |       | |
| BPM-97                            | Xe thiết giáp chở quân    | At least 1          | Russia  |       | Captured from the Syrian Army                                                                           |
| BRDM-2                            | Xe trinh sát bọc thép     | 6                   | Liên Xô |       | |
| MRAP                              | Xe thiết giáp chở quân    | 13                  | Hoa Kỳ  |       | Captured from the Iraqi Army and Police                                                                 |
| M1117 Armored Security Vehicle    | Xe thiết giáp chở quân    | 17                  | Hoa Kỳ  |       | Captured from the Iraqi Army and Police                                                                 |
| M113                              | Xe thiết giáp chở quân    | ~52                 | Hoa Kỳ  |       | Captured from the Iraqi and the Egyptian Army                                                           |
| T-55/55MV/AM/AMV                  | Xe tăng chiến đấu chủ lực | At least 83         | Liên Xô |       | Captured from the Iraqi Army and Libyan militias. Many destroyed or captured by enemy forces.           |
| T-72/72M/A/AV /TURMS-T/M1 TURMS-T | Xe tăng chiến đấu chủ lực | 22                  | Liên Xô |       | Possibly captured from Syrian, Iraqi armies.                                                            |
| Leopard 2                         | Xe tăng chiến đấu chủ lực | 1-2                 | Đức     |       | Cướp từ quân Thổ Nhĩ Kì tại Iraq, toàn bộ đã bị tiêu diệt bằng hỏa lực trên không.                      |
| M1A1M Abrams                      | Xe tăng chiến đấu chủ lực | 1-2 (see Operators) | Hoa Kỳ  |       | Lấy từ Quân đội Iraq                                                                                    |

### Pháo tự hành
| Name            | Type                             | Quantity | Origin  | Photo | Notes                         |
| --------------- | -------------------------------- | -------- | ------- | ----- | ----------------------------- |
| 2S1 Gvozdika    | Pháo tự hành                     | 3 or 4   | Liên Xô |       | Captured from the Syrian army |
| ZSU-23-4 Shilka | Self-propelled anti-aircraft gun | 3        | Liên Xô |       | Captured from Syrian army     |
| BM-21 Grad      | Pháo phản lực phóng loạt         | 11       | Liên Xô |       |                               |

### Máy bay
| Name                                                            | Type                           | Quantity                | Origin         | Photo | Notes |
| --------------------------------------------------------------- | ------------------------------ | ----------------------- | -------------- | ----- | --- |
| MiG-21M/MF/bis/UM/FL                                            | Fighter Aircraft               | Unknown (1 operational) | Liên Xô        |       | Originally 3 in operational condition. The Syrian Air Force claimed to have shot down two of them. Other airframes are in various states of disrepair and some of them were being overhauled at the time of their capture. |
| MiG-23                                                          | Fighter/Fighter Bomber         | Unclear                 | Liên Xô        |       | Unknown number observed over Al Jarrah airfield |
| L-39ZA                                                          | Trainer/ground-attack aircraft | 3                       | Czechoslovakia |       | Originally 4. Captured by Jaysh al-Islam at the Jirah airfield in February 2013. One was subsequently destroyed during a SAAF bombing. Two were repaired to airworthiness and shown taxiing during a propaganda video released by Jaysh al-Islam. Unknown fate after the airfield's capture by ISIL.                                                                                 |
| Mohajer 4 Drone and other military drones                       | Drone (UAV)                    | 6+                      | Iran           |       | Some were captured from the Syrian Army and Iran. ISIL demonstrated the use of a reconnaissance drone in "Clanking of the Swords IV" (June 2014) and in October 2014 over Kobanî in the John Cantlie video and also in the Tabqah Air Base video. The three Drones in Syria were shot down over Kobanî by Kurdish forces defending the city, and by the Syrian Army over an airbase. |
| Improvised bombing and surveillance drones (mostly quadcopters) | Drone (UAV)                    | 80+                     | Islamic State  |       | Large numbers of originally civilian drones are used by ISIL, often heavily adapted to be used for bomb attacks, spy missions, propaganda, etc. These drones are mostly controlled by the Al Bara’ bin Malik Brigade, part of the aviation sector of the Islamic State’s Committee for Military Manufacturing and Development.                                                       |

## Watercraft
ISIL has been using a mix of watercraft to transport fighters around the Tigris River và Euphrates River and has been referred to as their unofficial riverine navy.
US forces have come across small watercraft that can ply rivers to carry troops, equipment and some cases as floating IED.
- barges - for transport
- skiffs
- motorized vessels

## Weapons production
IS has an indigenous weapons industry. Their workshops can produce identical copies of the RPG-7 và SPG-9. In addition, they have developed an indigenous rocket launcher, which comes in four varieties. Two variants fire PG-9 munitions at short and long range. A third fires PG-7V munitions and the fourth fires an unspecified thermobaric munition. They also produce grenades to be fired from the muzzle of an AK pattern rifle or dropped from a drone. They also produce mortars rounds and rockets.